# Hedesjön
Hedesjön är en sjö i Avesta kommun i Dalarna och ingår i Dalälvens huvudavrinningsområde. Sjön har en area på 0,137 kvadratkilometer och ligger 68,3 meter över havet. Sjön avvattnas av vattendraget Årängsån (Vallaån).

## Delavrinningsområde
Hedesjön ingår i det delavrinningsområde (667942-153557) som SMHI kallar för Utloppet av Hedesjön. Medelhöjden är 73 meter över havet och ytan är 0,74 kvadratkilometer. Räknas de 23 avrinningsområdena uppströms in blir den ackumulerade arean 142,23 kvadratkilometer. Årängsån (Vallaån) som avvattnar avrinningsområdet har biflödesordning 2, vilket innebär att vattnet flödar genom totalt 2 vattendrag innan det når havet efter 107 kilometer. Avrinningsområdet består mestadels av öppen mark (34 procent) och jordbruk (45 procent). Avrinningsområdet har 0,12 kvadratkilometer vattenytor vilket ger det en sjöprocent på 15,5 procent.